# EX-C1 (Spanje)

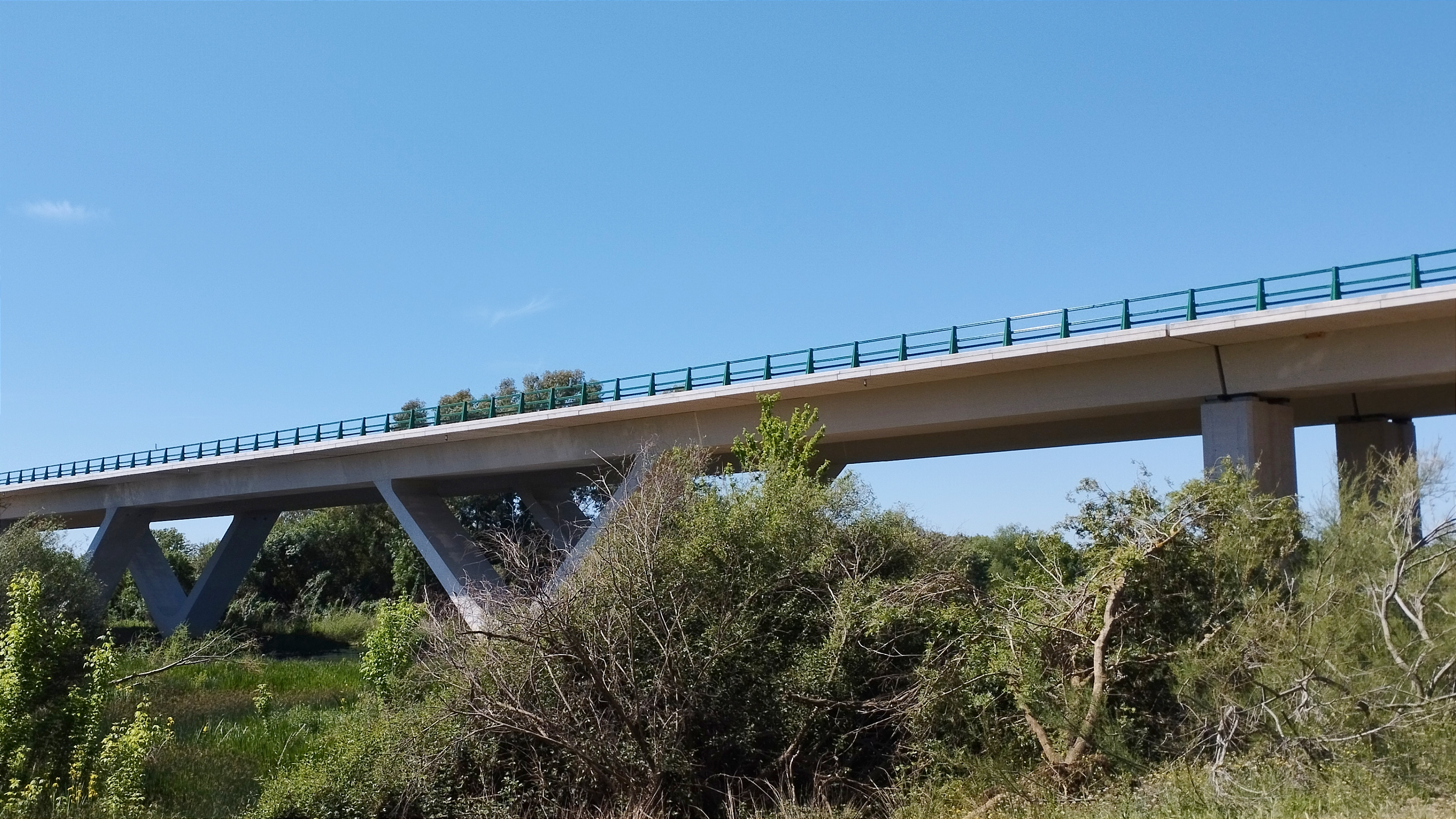
De EX-C1

De EX-C1 of Ronda Sur de Badajoz is een autovía in Extremadura. De snelweg is een ringweg voor de stad Badajoz en moet in totaal 16,5 kilometer lang worden. De eerste 4 kilometer van de EX-C1 werden geopend in 2022.